# Resasta popkoresa
Resasta popkoresa (znanstveno ime Moehringia ciliata) je gorska rastlina iz družine klinčnic.

## Opis
V višino zraste od 2 do 8 cm in ima drobne bele cvetove, ki v premeru merijo med 4 in 5 mm. Uspeva v alpskem svetu med razpokami v skalah, kjer cveti od junija do avgusta.